# Colt (Arkansas)
Colt – miasto w Stanach Zjednoczonych, w stanie Arkansas, w hrabstwie St. Francis.